# Daniel Abera
Daniel Abera Wedajo (* 15. September 1988) ist ein äthiopischer Marathonläufer.
2010 wurde er Sechster beim Halbmarathonbewerb des Reims-Marathon, und 2011 stellte er als Sieger beim Sevilla-Marathon einen Streckenrekord auf. Daniel Abera Wedajo ist der jüngere Bruder des Olympiasiegers des Jahres 2000, Gezahegne Abera.

## Persönliche Bestzeiten
- Halbmarathon: 1:02:57 h, 17. Oktober 2010, Reims
- Marathon: 2:09:53 h, 13. Februar 2011, Sevilla